# Sottoprefettura di Ogasawara
La sottoprefettura di Ogasawara (小笠原支庁?, Ogasawara-shichō) è una sottoprefettura i cui territori sono composti da remote isole dell'oceano Pacifico e ricadono sotto la giurisdizione del Governo metropolitano di Tokyo, in Giappone.
L'unica municipalità della sottoprefettura è l'omonimo villaggio di Ogasawara, unità amministrativa che controlla tutto l'arcipelago delle Ogasawara, le 3 isole Vulcano e le remote isole di Nishinoshima, Minami Torishima e Okinotorishima. Sia il Municipio di Ogasawara che gli uffici della sottoprefettura hanno sede nell'isola di Chichi-jima.

## Geografia
Legenda:
Grassetto e corsivo: Villaggio
Grassetto: Gruppo o isola separata
Corsivo: Suddivisioni minori
Normale: Isola
- Villaggio di Ogasawara (小笠原村?, Ogasawara-mura)
  - Mukojima (聟島?)
    - Isola settentrionale (北之島?, Kitano-jima)
    - Isola mediana (中ノ島?, Nakano-jima)
    - Isola dei pesci (笹魚島?, Sasayo-jima)
    - Roccia dell'ago (針之岩?, Harino-iwa)
    - Azamukojimahontō (字聟島本島?)
      - Isola sposo (聟島?, Muko-jima)
      - Isola degli uccelli (鳥島?, Tori-shima)

    - Nakōdojima (媒島?)
      - Isola mediatore (媒島?, Nakōdo-jima)
      - Isola degli uccelli (鳥島?, Tori-shima)

    - Yomejima (嫁島?)
      - Isola sposa (嫁島?, Yome-jima)
      - Isola posteriore (後島?, Ushiro-jima)
      - Isola anteriore (前島?, Mae-jima)

  - Chichijima (父島?)
    - Isola nipote (孫島?, Mago-jima)
    - Isola zucca (瓢箪島?, Hyōtan-jima)
    - Isola orientale (東島?, Higashi-jima)
    - Isola fantasma (霊岸島?, Reigan-jima)
    - Isola meridionale (南島?, Minami-jima)
    - Isola padre (父島?, Chichi-jima)
      - Miyanohama (宮之浜?)
        - Isola intermediaria (中通島?, Nakadōri-jima)

      - Tsurihama (釣浜?)
      - Mikadzukiyama (三日月山?)
      - Kiyose (清瀬?)
      - Okumura (奥村?)
      - Ashiyama (旭山?)
      - Miyanohamamichi (宮之浜道?)
      - Nishimachi (西町?)
      - Higashimachi (東町?)
      - Funamiyama (船見山?)
      - Sakaiura (境浦?)
      - Byōbudani (屏風谷?)
      - Ōneyama (大根山?)
        - Roccia del cappello di corvo (烏帽子岩?, Eboshi-iwa)

      - Yoakeyama (夜明山?)
      - Hatsuneura (初寝浦?)
      - Fukiagedani (吹上谷?)
      - Kuwanokiyama (桑ノ木山?)
      - Higashikaigan (東海岸?)
        - Isola sudorientale (巽島?, Tatsumi-jima)

      - Oigura (扇浦?)
      - Susaki (洲崎?)
      - Futago (二子?)
      - Ōtaki (大滝?)
      - Nagatani (長谷?)
      - Komagari (小曲?)
      - Shigureyama (時雨山?)
      - Kitafukurozawa (北袋沢?)
      - Minamifukurozawa (南袋沢?)
        - Isola verticale (縦島?, Tate-jima)
        - Isola chiavistello (閂島?, Kanuki-jima)

      - Tatsumidani (巽谷?)
      - Nishikaigan (西海岸?)

    - Otōtojima (弟島?)
      - Isola fratello minore (弟島?, Otōto-jima)

    - Anijima (兄島?)
      - Isola fratello maggiore (兄島?, Ani-jima)
      - Isola persona (人丸島?, Hitomaru-jima)

    - Nishijima (西島?)
      - Isola occidentale (西島?, Nishi-jima)

  - Hahajima (母島?)
    - Isola frontale (向島?, Mukō-jima)
    - Isola delle sule (鰹鳥島?, Katsudori-shima)
    - Piccola isola delle sule (小鰹鳥島?, Kokatsudori-shima)
    - Isola delle sule mediana (中鰹鳥島?, Nakatsudori-shima)
    - Isola circolare (丸島?, Maru-jima)
    - Isola dei gemelli (二子島?, Futago-jima)
    - Isola piatta (平島?, Hira-jima)
    - Isola degli uccelli (鳥島?, Tori-shima)
    - Isola madre (母島?, Haha-jima)
      - Nishidai (西台?)
      - Higashidai (東台?)
      - Koromodate (衣舘?)
      - Kōshindzuka (庚申塚?)
      - Sekimon (石門?)
      - Nagahama (長浜?)
      - Igumadani (猪熊谷?)
      - Nishiura (西浦?)
      - Higashizaki (東崎?)
      - Ōtani (大谷?)
      - Funakiyama (船木山?)
      - Funamidai (船見台?)
      - Kōmoridani (蝙蝠谷?)
        - Quattro rocce di Hahajima (母島の四本岩?, Hahajimano-shihon-iwa)

      - Shizukawa (静沢?)
      - Motochi (元地?)
      - Hyōgidaira (評議平?)
      - Nakanotaira (中ノ平?)
      - Minamizaki (南崎?)

    - Meijima (姪島?)
      - Isola nipote (姪島?, Mei-jima)
      - Isola degli uccelli (鳥島?, Tori-shima)
      - Isolotto dei tonni meridionale (鮪根南小島?, Magurone-minami-kojima)

    - Anejima (姉島?)
      - Isola degli uccelli settentrionale (北鳥島?, Kitatori-shima)
      - Isola sorella maggiore (姉島?, Ane-jima)
      - Isola degli uccelli meridionale (南鳥島?, Minamitori-shima)

    - Imōtojima (妹島?)
      - Isola sorella minore (妹島?, Imōto-jima)
      - Isola delle capre (野羊島?, Yagi-shima)

  - Nishinoshima (西之島?)
    - Isola occidentale (西之島?, Nishino-shima)

  - Iōjima (硫黄島?)
    - Isola dello zolfo (硫黄島?, Iō-jima)
    - Roccia della prigione (監獄岩?, Kangoku-iwa)
    - Kitaiōjima (北硫黄島?)
      - Isola dello zolfo settentrionale (北硫黄島?, Kitaiō-jima)

    - Minamiiōjima (南硫黄島?)
      - Isola dello zolfo meridionale (南硫黄島?, Minamiiō-jima)
      - Roccia delle tre stelle (三星岩?, Mitsuboshi-iwa)

  - Minamitorishima (南鳥島?)
    - Isola degli uccelli meridionale (南鳥島?, Minamitori-shima)

  - Okinotorishima (沖ノ鳥島?)
    - Isolotto orientale (東小島?, Higashi-kojima)
    - Isolotto settentrionale (北小島?, Kita-kojima)